# Olga Anatoljewna Schekulina

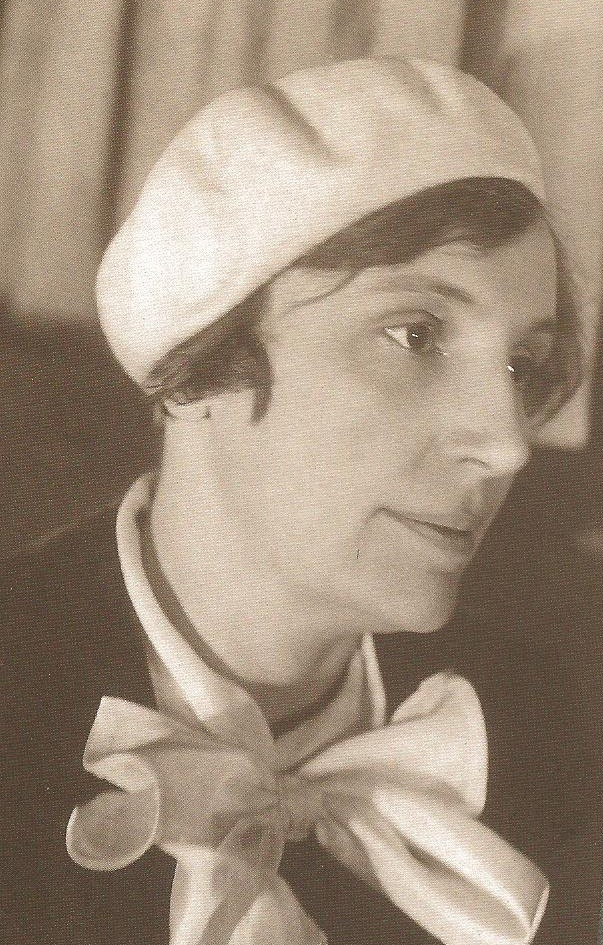
Olga Anatoljewna Schekulina

Olga Anatoljewna Schekulina (russisch Ольга Анатольевна Жекулина; * 21. Septemberjul. / 4. Oktober 1900greg.; † 5. August 1973) war eine sowjetische Malerin.

## Leben
Schekulina stammte aus einer gebildeten Adelsfamilie. Ihr Vater war Agronom und später Bankier und Opfer politischer Unterdrückung. Ihr älterer Bruder Sergei wurde Professor der Psychologie, während der jüngere Bruder Lew als Elektroingenieur Mitarbeiter Sergei Koroljows wurde. Ihren ersten Malunterricht erhielt sie in Konstantin Juons Moskauer privatem Studio bis 1917.
Nach der Oktoberrevolution studierte Schekulina in Moskau in den Staatlichen Freien Kunstwerkstätten bei Konstantin Korowin, bis sie wegen ihrer nichtproletarischen Herkunft 1921 ausgeschlossen wurde.
In den 1920er Jahren gestaltete Schekulina Aufführungen der Agitprop-Brigaden und beteiligte sich an Ausstellungen. Sie arbeitete in der Künstler-Gemeinschaft Schar-zwet (Farbenglut) mit, der Abram Archipow, Fjodor Bogorodski, Mstislaw Dobuschinski, Kusma Petrow-Wodkin, Maximilian Woloschin, Anna Ostroumowa-Lebedewa u. a. angehörten.
Bekannt wurde Schekulina 1930 durch ihr Bühnenbild für Oscar Wildes The Importance of Being Earnest in der Filiale des Maly-Theaters. Darauf arbeitete sie als Künstlerin im Puppentheater des Moskauer Hauses der Leninpioniere.
In den 1950er Jahren wurde Schekulina Mitglied der Moskau-Abteilung des Künstler-Verbands der RSFSR. Nach Erhalt eines großen Regierungsauftrags schuf sie Ende der 1950er Jahre eine Serie von Gemälden zur Darstellung der Straße mit der neuen Metro-Station Krasnopresnenskaja. In den 1960er Jahren arbeitete sie an dem Waldai-Zyklus zur Darstellung des russischen Dorfes.

## Werke

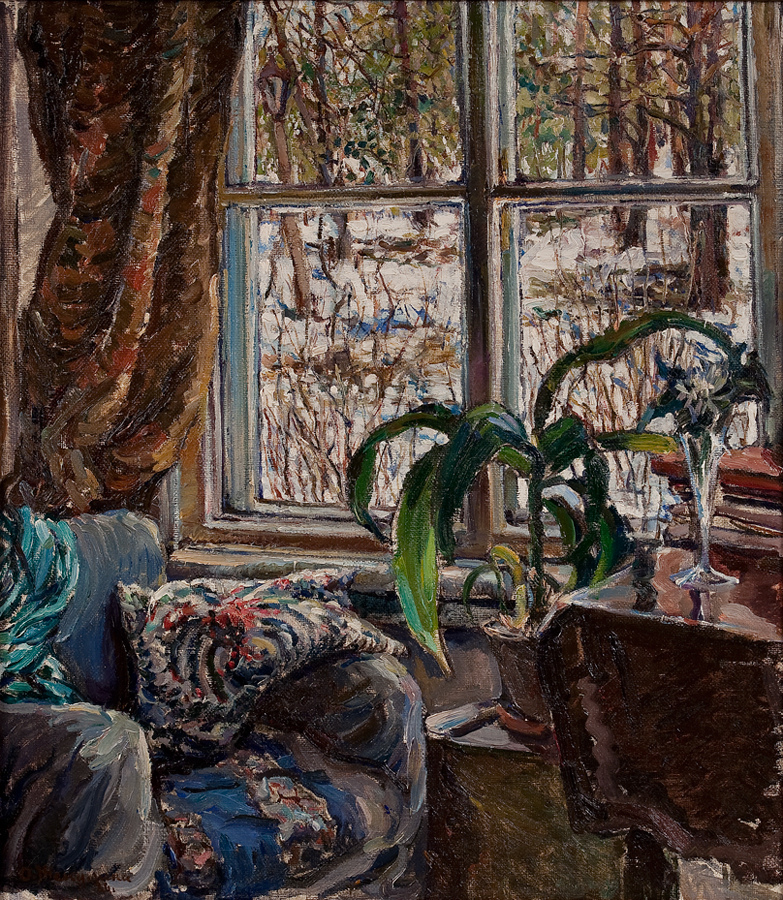
Das Fenster (1926)
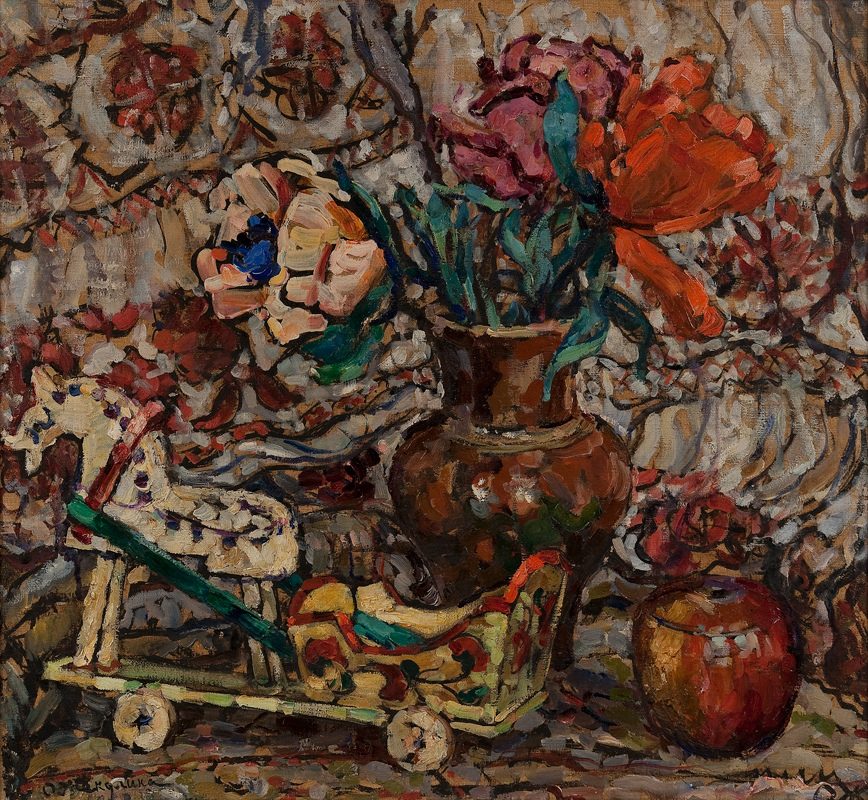
Stillleben mit Holzpferdchen (1926)
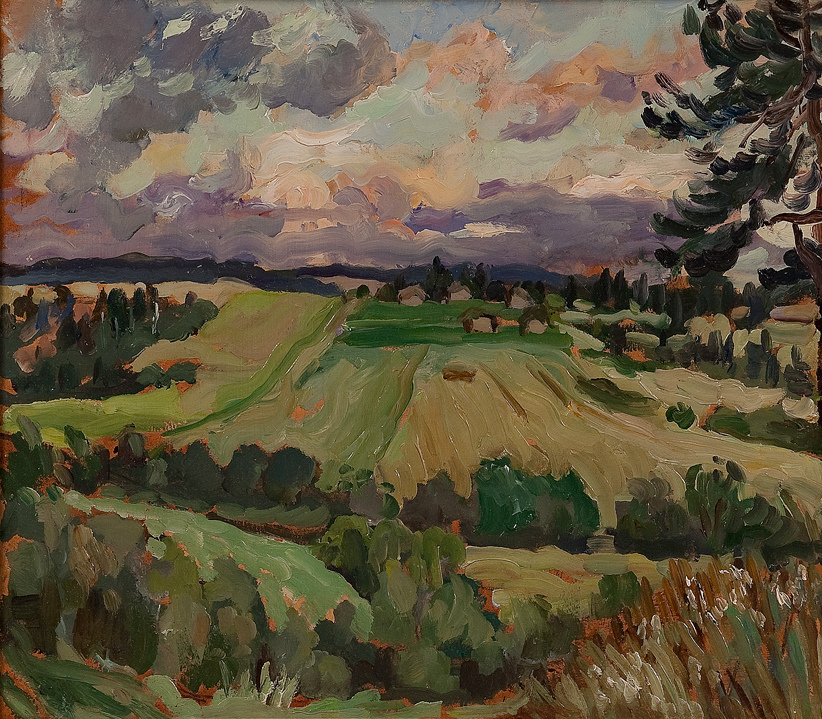
Rosa Wolken
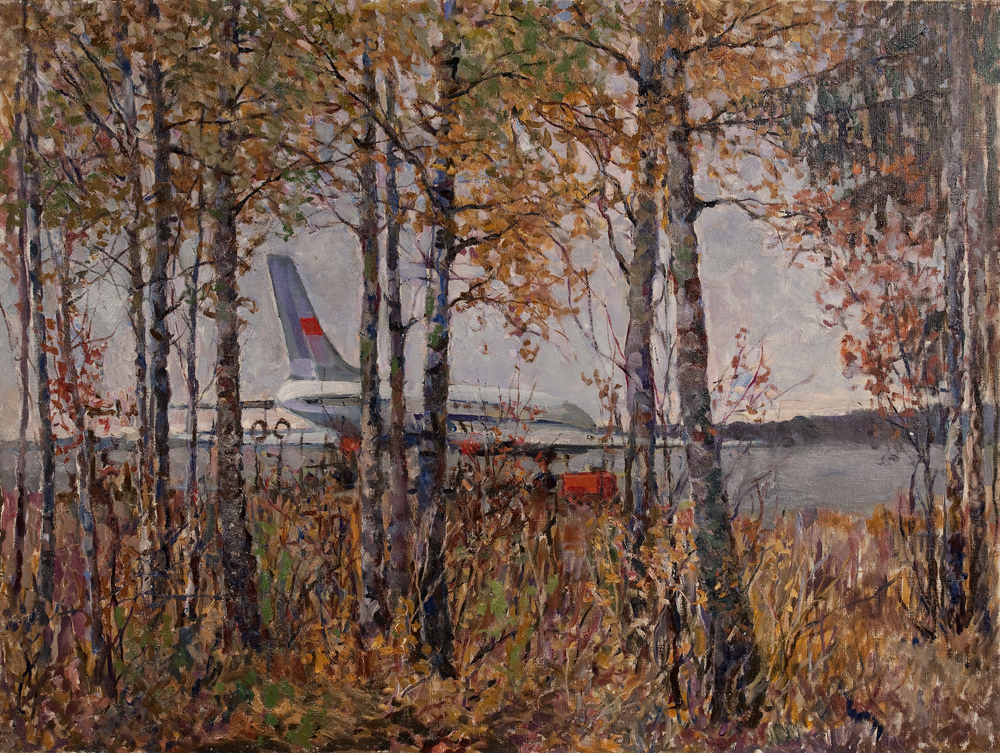